# Борейко, Николай Павлович
Николай Павлович Борейко (укр.  Микола Павлович Борейко Боре́йко, 13 июня 1936, с. Малая Терновка, Крыжопольский район, Винницкая область) — советский украинский шашист. В чемпионатах Украины по шашечной композиции завоевал две серебряные медали (1985) и несколько бронзовых (1981-83). Третий призёр чемпионата СССР (1984). Мастер спорта СССР по шашечной композиции (1982).
Закончил Киевский педагогический институт (1960), работал учителем физики в посёлке городского типа Доманёвка Николаевской области Украины. Первая опубликованная шашечная композиция — в 1971 году в «Учительской газете» (Москва). Один из специалистов в дамографических проблем в шашках.